# Taal (Batangas)
Taal is een gemeente in de Filipijnse provincie Batangas op het eiland Luzon. Bij de laatste census in 2010 telde de gemeente bijna 52 duizend inwoners.

## Geografie

### Bestuurlijke indeling
Taal is onderverdeeld in de volgende 42 barangays:
| - Apacay - Balisong - Bihis - Bolbok - Buli - Butong - Carasuche - Cawit - Caysasay - Cubamba - Cultihan - Gahol - Halang - Iba | - Ilog - Imamawo - Ipil - Luntal - Mahabang Lodlod - Niogan - Pansol - Poblacion 1 - Poblacion 2 - Poblacion 3 - Poblacion 4 - Poblacion 5 - Poblacion 6 - Poblacion 7 | - Poblacion 8 - Poblacion 9 - Poblacion 10 - Poblacion 11 - Poblacion 12 - Poblacion 13 - Poblacion 14 - Pook - Seiran - Laguile - Latag - Tierra Alta - Tulo - Tatlong Maria |

## Demografie
Taal had bij de census van 2010 een inwoneraantal van 51.503 mensen. Dit waren 44 mensen (0,1%) meer dan bij de vorige census van 2007. Ten opzichte van de census van 2000 was het aantal inwoners gegroeid met 8.048 mensen (18,5%). De gemiddelde jaarlijkse groei in die periode kwam daarmee uit op 1,71%, hetgeen lager was dan het landelijk jaarlijks gemiddelde over deze periode (1,90%).

De bevolkingsdichtheid van Taal was ten tijde van de laatste census, met 51.503 inwoners op 29,76 km², 1730,6 mensen per km².

## Geboren in Taal
- Felipe Agoncillo (26 mei 1859), diplomaat en politicus (overleden 1941);
- Marcela Agoncillo (24 juni 1859), maker van de eerste Filipijnse vlag (overleden 1946);
- Ananias Diokno (22 januari 1860), generaal (overleden 1922);
- Ramon Diokno (28 maart 1886), senator en rechter Filipijns hooggerechtshof (overleden 1954);
- Antonio de las Alas (14 oktober 1889), politicus en topfunctionaris (overleden 1983);
- Sixto Orosa sr. (6 augustus 1891), arts en schrijver (overleden 1981);
- Benjamin Diokno (31 maart 1948), econoom en minister.

Agoncillo · Alitagtag · Balayan · Balete · Batangas City · Bauan · Calaca · Calatagan · Cuenca · Ibaan · Laurel · Lemery · Lian · Lipa · Lobo · Mabini · Malvar · Mataasnakahoy · Nasugbu · Padre Garcia · Rosario · San Jose · San Juan · San Luis · San Nicolas · San Pascual · Santa Teresita · Santo Tomas · Taal · Talisay · Tanauan · Taysan · Tingloy · Tuy